# 尼克勞·杜米特魯
尼克勞·杜米特魯（Nicolao Manuel Dumitru Cardoso，1991年10月12日—）是意大利的職業足球運動員，司職邊鋒，現效力於马来西亚超级足球联赛球會柔佛DT。

## 俱樂部生涯
2019年7月25日，杜米特魯加盟羅馬尼亞足球甲級聯賽球會加斯梅登簽約2年。
2021年1月14日，杜米特魯加盟水原三星藍翼。

## 外部連結
- 尼克勞·杜米特魯在BDFutbol中的档案
- Soccerway資料庫：尼克勞·杜米特魯